# Серджо Вольпі
Серджо Вольпі (італ. Sergio Volpi; нар. 2 лютого 1974, Орцинуові) — італійський футболіст, що грав на позиції півзахисника, зокрема за «Сампдорію», а також національну збірну Італії.

## Клубна кар'єра
Народився 2 лютого 1974 року в місті Орцинуові. Вихованець футбольної школи клубу «Брешія». З 1993 року почав залучатися до складу його основної команди, проте дебютував у дорослому футболі у сезоні 1994/95 виступами на умовах оренди за «Каррарезе» у третьому італійському дивізіоні.
Повернувшись з оренди 1995 року, протягом сезону стабільно виходив на поле у складі основної команди «Брешії» у Серії B, після чого перейшов до представника того ж дивізіону «Барі». У складі «Барі» у першому ж сезоні зумів здобути підвищення в класі і в сезоні 1997/98 дебютував на рівні Серії A, де також був стабільним гравцем «основи».
Згодом протягом 1998—2002 років провів по два сезони у складі «Венеції» та «П'яченци».
Влітку 2002 року став гравцем друголігової «Сампдорії», з якою також у першому ж сезоні повернувся до Серії A, де провів наступні п'ять сезонів. Загалом за генуезьку команду протягом шести років відіграв у 229 матчах, забивши 24 голи.
Залишивши «Сампдорію» у 2008, протягом сезону грав за «Болонью», після чого приєднався до друголігової «Реджина», з якої віддавався в оренду до «Аталанти», у складі якої у першій половині 2010 року провів свої останні 5 ігор в елітному італійському дивізіоні.
Завершував ігрову кар'єру у друголіговій «П'яченці», кольори якої захищав у сезоні 2010/11.

## Виступи за збірну
2004 року провів дві гри у складі національної збірної Італії.

## Кар'єра тренера
Завершивши ігрову кар'єру у 2011 році, залишився у клубній структурі «П'яченци», де отримав позицію тренера дублюючого складу.
Згодом працював з молодіжною командою «Брешії», після чого тренував італійські нижчолігові команди.

## Статистика виступів

### Статистика клубних виступів
| Сезон                 | Команда               | Чемпіонат             | Чемпіонат | Чемпіонат | Національні кубки | Національні кубки | Національні кубки | Континентальні кубки | Континентальні кубки | Континентальні кубки | Інші змагання | Інші змагання | Інші змагання | Усього | Усього |
| Сезон                 | Команда               | Ліга                  | Ігор      | Голів     | Ліга              | Ігор              | Голів             | Ліга                 | Ігор                 | Голів                | Ліга          | Ігор          | Голів         | Ігор   | Голів  |
| --------------------- | --------------------- | --------------------- | --------- | --------- | ----------------- | ----------------- | ----------------- | -------------------- | -------------------- | -------------------- | ------------- | ------------- | ------------- | ------ | ------ |
| 1993–94               | «Брешія»              | B                     | 0         | 0         | КІ                | 0                 | 0                 | -                    | -                    | -                    | АІК           | ?             | ?             | ?      | ?      |
| 1994–95               | «Каррарезе»           | C1                    | 23        | 1         | КІ-C              | ?                 | ?                 | -                    | -                    | -                    | -             | -             | -             | 23     | 1      |
| 1995–96               | «Брешія»              | B                     | 22        | 2         | КІ                | 0                 | 0                 | -                    | -                    | -                    | -             | -             | -             | 22     | 2      |
| Усього за «Брешію»    | Усього за «Брешію»    | Усього за «Брешію»    | 22        | 2         |                   | 0                 | 0                 |                      | -                    | -                    |               | ?             | ?             | ?      | ?      |
| 1996–97               | «Барі»                | B                     | 29        | 4         | КІ                | 3                 | 0                 | -                    | -                    | -                    | -             | -             | -             | 32     | 4      |
| 1997–98               | «Барі»                | A                     | 32        | 4         | КІ                | 6                 | 0                 | -                    | -                    | -                    | -             | -             | -             | 38     | 4      |
| Усього за «Барі»      | Усього за «Барі»      | Усього за «Барі»      | 61        | 8         |                   | 9                 | 0                 |                      | -                    | -                    |               | -             | -             | 70     | 9      |
| 1998–99               | «Венеція»             | A                     | 27        | 1         | КІ                | 2                 | 0                 | -                    | -                    | -                    | -             | -             | -             | 29     | 1      |
| 1999–00               | «Венеція»             | A                     | 25        | 1         | КІ                | 3                 | 0                 | -                    | -                    | -                    | -             | -             | -             | 28     | 1      |
| Усього за «Венецію»   | Усього за «Венецію»   | Усього за «Венецію»   | 52        | 2         |                   | 5                 | 0                 |                      | -                    | -                    |               | -             | -             | 57     | 2      |
| 2000–01               | «П'яченца»            | B                     | 35        | 1         | КІ                | 6                 | 0                 | -                    | -                    | -                    | -             | -             | -             | 41     | 1      |
| 2001–02               | «П'яченца»            | A                     | 30        | 2         | КІ                | 3                 | 0                 | -                    | -                    | -                    | -             | -             | -             | 33     | 2      |
| 2002–03               | «Сампдорія»           | B                     | 35        | 8         | КІ                | 6                 | 1                 | -                    | -                    | -                    | -             | -             | -             | 41     | 9      |
| 2003–04               | «Сампдорія»           | A                     | 31        | 1         | КІ                | 2                 | 0                 | -                    | -                    | -                    | -             | -             | -             | 33     | 1      |
| 2004–05               | «Сампдорія»           | A                     | 34        | 2         | КІ                | 3                 | 0                 | -                    | -                    | -                    | -             | -             | -             | 37     | 2      |
| 2005–06               | «Сампдорія»           | A                     | 35        | 5         | КІ                | 4                 | 0                 | КУЄФА                | 6                    | 1                    | -             | -             | -             | 45     | 6      |
| 2006–07               | «Сампдорія»           | A                     | 30        | 4         | КІ                | 5                 | 0                 | -                    | -                    | -                    | -             | -             | -             | 35     | 4      |
| 2007–08               | «Сампдорія»           | A                     | 28        | 2         | КІ                | 4                 | 0                 | Інт+КУЄФА            | 2+4                  | 0+0                  | -             | -             | -             | 38     | 2      |
| Усього за «Сампдорію» | Усього за «Сампдорію» | Усього за «Сампдорію» | 193       | 22        |                   | 24                | 1                 |                      | 12                   | 1                    |               | -             | -             | 229    | 24     |
| 2008–09               | «Болонья»             | A                     | 25        | 4         | КІ                | 2                 | 0                 | -                    | -                    | -                    | -             | -             | -             | 27     | 4      |
| 2009-січ. 2010        | «Реджина»             | B                     | 12        | 0         | КІ                | 3                 | 2                 | -                    | -                    | -                    | -             | -             | -             | 15     | 2      |
| січ.-черв. 2010       | «Аталанта»            | A                     | 5         | 0         | КІ                | 0                 | 0                 | -                    | -                    | -                    | -             | -             | -             | 5      | 0      |
| 2010–11               | «П'яченца»            | B                     | 19+1      | 0         | КІ                | 2                 | 1                 | -                    | -                    | -                    | -             | -             | -             | 22     | 1      |
| Усього за «П'яченцу»  | Усього за «П'яченцу»  | Усього за «П'яченцу»  | 84+1      | 3         |                   | 11                | 1                 |                      | -                    | -                    |               | -             | -             | 96     | 4      |
| Усього за кар'єру     | Усього за кар'єру     | Усього за кар'єру     | 477       | 45        |                   | ?                 | ?                 | -                    | 12                   | 1                    |               | ?             | ?             | ?      | ?      |

### Статистика виступів за збірну
| Дата      | Місто     | Господарі | Результат | Гості  | Турнір           | Голи | Примітки |
| --------- | --------- | --------- | --------- | ------ | ---------------- | ---- | -------- |
| 18-2-2004 | Палермо   | Італія    | 2 – 2     | Чехія  | товариський матч | -    | 82'      |
| 18-8-2004 | Рейк'явік | Ісландія  | 2 – 0     | Італія | товариський матч | -    | 46'      |
| Усього    |           | Матчів    | 2         |        | Голів            | 0    |          |